# Ciper
Ciper (grško Κύπρος, Kýpros; turško Kıbrıs), uradno Republika Ciper, (grško Κυπριακή Δημοκρατία, latinizirano: Kypriakḗ Dēmokratía; turško Kıbrıs Cumhuriyeti) je evrazijska otoška država v vzhodnem delu Sredozemlja južno od Turčije, zahodno od Levanta, severno od Egipta in vzhodno-jugovzhodno od Grčije.
Ciper je tretji največji otok v Sredozemskem morju in eden najbolj priljubljenih turističnih krajev, saj ga vsako leto obišče čez 2,4 milijona turistov. Nekdanja britanska kolonija se je leta 1960 osamosvojila od Združenega kraljestva in leta 1961 postala članica Skupnosti narodov (Commonwealth of Nations). Republika Ciper je razvita država, od 1. maja 2004 tudi članica Evropske unije. 1. januarja 2008 je kot svojo valuto uvedla evro.
Republika Ciper obsega ozemlje skoraj celega otoka, vendar nadzoruje le južni dve tretjini tega ozemlja. Severni del otoka je leta 1974 zasedla Turčija in ustanovila Turško republiko Severni Ciper, čeprav te države razen Turčije ne priznava nobena druga država. V naslednjih desetletjih je severni del postal naseljen skoraj izključno s Turki, južni dve tretjini pa z Grki, tako da obema ozemljema včasih pravimo »grški del« in »turški del« Cipra. V letih 2003 in 2004 so pod okriljem Organizacije združenih narodov tekla pogajanja za vnovično združitev obeh delov otoka, vendar je grški del zavrnil pogoje združitve. Tako se je Evropski uniji pridružil le grški del otoka.

## Etimologija
Najzgodnejše potrjeno sklicevanje na Ciper je mikenska grščina 𐀓𐀠𐀪𐀍, ku-pi-ri-jo, iz 15. stoletja pred našim štetjem, kar pomeni 'ciprski' (grško: Κύπριος), napisano v linearni pisavi B. Klasična grška oblika imena je Κύπρος (Kýpros).
Etimologija imena ni znana. Predlogi vključujejo:
- grška beseda za vednozeleno cipreso (Cupressus sempervirens), κυπάρισσος (kypárissos)
- grško ime kane (Lawsonia alba), κύπρος (kýpros)
- eteociprska beseda za baker. Na primer, domneva se, da ima korenine v sumerski besedi za baker (zubar) ali za bron (kubar) zaradi velikih nahajališč bakrene rude, najdenih na otoku.

S čezmorsko trgovino je otok dal ime klasični latinski besedi za baker z besedno zvezo aes Cyprium, 'ciprska kovina', kasneje skrajšana na Cuprum.
Uradno ime države v grščini se v slovenščino dobesedno prevede v »Ciprska republika«, vendar se ta prevod uradno ne uporablja; Namesto tega se uporablja »Republika Ciper«.

## Zgodovina
Arheološke najdbe kažejo, da je bil Ciper naseljen že v kameni dobi pred kakšnimi 11.000 leti. Otok je dobil svoj grški značaj po naselitvi Mikencev v času med 13. in 11. stoletjem pr. n. št. Sredi 9. stoletja pr. n. št. so obalna področja Cipra dosegli Feničani in se tam naselili. Ustanovili so tudi glavno mesto Kition. Kasneje se je menjalo več vladarjev in sicer Asirci, Egipčani in do 4. stoletja pr. n. št. Perzijci. Med leti 30 pr. n. št. in 330 n. št. je bil Ciper del Rimskega cesarstva. To je čas, v katerem so vladali Ptolemajci; sledil je čas prevlade Bizanca od leta 330 do 1191 n. št. Sledila so obdobja, ko je otoku vladal Rihard Levjesrčni, viteški red templjarjev (1191-1192), Franki (Lusignani, 1192- 1489), Benečani (1489-1571), Osmansko cesarstvo (1571-1878) in Angleži (1878-1960).
Pod tujo vladavino je Ciper vseskozi uspel ohranjati svoj grški jezik, kulturno dediščino in zadržati grško identiteto. Med letoma 1955 in 1959 so Ciprčani bojevali osvobodilni boj proti Združenem kraljestvu in leta 1960 dosegli svojo neodvisnost. Ciper je postal Ustavna republika Ciper. Grčija, Velika Britanija in Turčija so sklenili Züriško-londonski dogovor, po katerem je Velika Britanija na Cipru obdržala dve vojaški oporišči.
Po novi ustavi je bila izvršna moč med grškimi in turškimi Ciprčani razdeljena v razmerju 7:3. To je pomenilo, da je 18 % prebivalcev turške manjšine dobilo 30 % mest v upravi in državnih institucijah, kar je vodilo v kasnejše spore. Prav v času, ko je v Grčiji zavladala vojaška hunta, so se spori na Cipru stopnjevali. Vojaška hunta se je 15. julija 1974 odločila izvesti udar na Cipru. Strmoglavila je demokratično izvoljeno ciprsko vlado. Posledica je bila odločen protiudarec Turčije, ki je pod pretvezo ponovne vzpostavitve ustavnega reda na Cipru, 20. julija z vojsko vdrla na Ciper in osvojila 36,2 % ciprskega ozemlja na severu otoka. Svetovna javnost je turško akcijo zaradi grobe kršitve mednarodnega prava in ustanovne listine ZN ostro obsodila, vendar se turška vojska ni umaknila. Turčija je od takrat prekršila veliko resolucij ZN, ki so zahtevale umik tujih čet z otoka.

### Razvoj po turški zasedbi dela Cipra
Zasedba je s seboj pripeljala katastrofalne posledice. Tisoči so bili umorjeni in preko 160.000 grških Ciprčanov, ki so živeli na severu otoka, je bilo pregnano iz domačega kraja in so postali begunci na lastnem otoku, od tega jih je 20.000 živelo v enklavi na zasedenem delu in so bili zaradi turškega pritiska ter zastraševanja oropani osnovnih človekovih pravic. Postopoma so bili  prisiljeni zapustiti svoje domove in se preseliti na vladno kontrolirana področja otoka. V enklavi danes živi le še okoli 500 prebivalcev. Kot posledica invazije je bilo izgubljeno 70 % gospodarskega potenciala, 30 % prebivalstva je brezposelnega. Ciprčani turške narodnosti pa so se zaradi turške politike etnične ločitve, morali preseliti v zasedeni del Cipra. Med in po invaziji je izginilo 1474 grških Ciprčanov, vojakov in civilistov. Mnogi Grki so bili aretirani tudi v Turčiji in njih usoda še danes ni znana. Turčija je naseljevala na sever otoka prebivalstvo iz Turčije, tega je sedaj dvakrat več, kot je bilo prej Ciprčanov turške narodnosti-(87.900). Na zasedenem delu otoka je uničeno tudi veliko bogate kulturne dediščine in verskih objektov. Mednarodne organizacije pozivajo k spoštovanju človekovih pravic vseh Ciprčanov in k neodvisnosti, suverenosti in teritorialni integriteti Cipra. Evropsko sodišče za človekove pravice je obtožilo vlado Turčije za grobo in sistematično kršitev človekovih pravic.

## Geografija
Ciper je tretji največji otok v Sredozemskem morju, za italijanskima Sicilijo in Sardinijo (tako po površini kot po številu prebivalcev). Je tudi 80. največji na svetu po površini in 51. največji na svetu po številu prebivalcev. Od konca do konca meri 240 kilometrov in v najširšem delu je širok 100 kilometrov, Turčija leži 75 kilometrov severno. Leži med zemljepisnima širinama 34 ° in 36 ° S ter dolžinami 32 ° in 35 ° V.
Druga sosednja ozemlja sta Sirija in Libanon na vzhodu (oddaljena 105 oziroma 108 kilometrov), Izrael 200 kilometrov jugovzhodno, Egipt 380 kilometrov na jug in Grčija na severozahodu: 280 kilometrov do majhnega dodekanezijskega otoka Kastellorizo (Megisti), 400 kilometrov do Rodosa in 800 kilometrov do grške celine. Viri Ciper alternativno umeščajo v Evropo ali Zahodno Azijo in Bližnji vzhod.
Na fizičnem reliefu otoka prevladujeta dve gorski verigi, gorovje Troodos in manjše pogorje Kyrenia ter osrednja planota Mesaoria, ki jo objemata. Planoto Mesaoria odmaka reka Pedieos, najdaljša na otoku. Pogorje Troodos pokriva večino južnih in zahodnih delov otoka in predstavlja približno polovico njegove površine. Najvišja točka na Cipru je gora Olimp na 1952 m, ki je v središču pogorja Troodos. Ozko pogorje Kyrenie, ki se razprostira vzdolž severne obale, zavzema bistveno manj površine, vzpetine pa so nižje in dosegajo največ 1024 m. Proti severovzhodu se nadaljuje v prstast polotok Karpas. Otok leži na Anatolski tektonski plošči.
Ciper vsebuje ciprsko sredozemsko gozdno ekoregijo. Indeks integritete gozdnih krajin za leto 2018 je imel povprečno oceno 7,06 / 10, kar ga uvršča na 59. mesto od 172 držav.
Geopolitično je otok razdeljen na štiri glavne segmente. Republika Ciper zavzema južni dve tretjini otoka (59,74 %). Turška republika Severni Ciper zaseda severno tretjino (34,85 %), Zelena črta pod nadzorom Združenih narodov pa zagotavlja varovalni pas, ki ločuje obe in pokriva 2,67 % otoka. Nazadnje sta na otoku dve bazi pod britansko suverenostjo: Akrotiri in Dhekelia, ki pokrivata preostalih 2,74 %.

### Podnebje
Ciper ima subtropsko podnebje - sredozemski in polsušni tip (na severovzhodnem delu otoka) – Köppnova podnebna klasifikacija Csa in BSh, z zelo milimi zimami (na obali) in toplim do vročim poletjem. Sneg je možen samo v pogorju Troodos v osrednjem delu otoka. Dež se pojavlja predvsem pozimi, poletje pa je na splošno suho.
Ciper ima eno najtoplejših podnebnih razmer v sredozemskem delu Evropske unije. Povprečna letna temperatura na obali je okoli 24 °C čez dan in 14 °C ponoči. Na splošno poletja trajajo približno osem mesecev, začenši aprila s povprečnimi temperaturami 21–23 °C podnevi in ponoči 11–13 °C, končajo pa se novembra s povprečnimi temperaturami 22–23 °C podnevi in 12–14 °C ponoči, v preostalih štirih mesecih temperature včasih presežejo 20 °C.
Povprečna letna temperatura morja je 21–22 °C, od 17 °C februarja do 27–28 °C avgusta (odvisno od lokacije) ). Skupna povprečna temperatura morja v sedmih mesecih - od maja do novembra - presega 20 °C.
Sončnih ur na obali je približno 3200 letno, od povprečno 5–6 sončnih ur na dan decembra do povprečno 12–13 ur julija.

### Oskrba z vodo
Ciper trpi zaradi kroničnega pomanjkanja vode. Država se za oskrbo z vodo za gospodinjstva močno zanaša na dež, vendar se je v zadnjih 30 letih povprečno letno število padavin zmanjšalo. Med letoma 2001 in 2004 so izjemno močne letne padavine potisnile zaloge vode navzgor, ponudba pa je presegla povpraševanje, kar je omogočilo, da se je skupno skladiščenje v otoških rezervoarjih do začetka leta 2005 povzpelo na najvišjo raven. Vendar se je od takrat povpraševanje vsako leto povečevalo - rezultat rasti lokalnega prebivalstva, tujcev, ki se selijo na Ciper in števila turistov, ki obiskujejo - medtem ko je ponudba upadala zaradi pogostejših suš.
Jez je še vedno glavni vir vode za domačo in kmetijsko uporabo; Ciper ima skupaj 107 jezov (plus enega, ki je trenutno v gradnji) in rezervoarjev, s skupno zmogljivostjo shranjevanja vode približno 330 000 000 m3. Postopoma se gradijo naprave za razsoljevanje vode, ki se bodo spopadale z zadnjimi leti dolgotrajne suše. Vlada je veliko vlagala v oblikovanje naprav za razsoljevanje vode, ki so od leta 2001 oskrbovale skoraj 50 odstotkov domače vode. Prizadevali so si tudi za ozaveščanje javnosti o položaju in spodbujanje domačih uporabnikov vode k večji odgovornosti za ohranjanje vode tega vse bolj redkega blaga.
Turčija je zgradila vodovod pod Sredozemskim morjem od Anamurja na svoji južni obali do severne obale Cipra za oskrbo Severnega Cipra s pitno in namakalno vodo.

### Upravne enote
Republika Ciper je razdeljena na šest okrožij: Nikozija, Famagusta, Kyrenia, Larnaca, Limassol in Pafos.
Okrožje Kyrenia, deli okrožij Nikozija, okrožje Larnaka in večina okrožja Famagusta so pod nadzorom Turške republike Severni Ciper.

### Eksklave in enklave
Ciper ima štiri eksklave, vse na ozemlju, ki pripada britanskemu suverenemu baznemu območju Dhekelia. Prvi dve sta vasi Ormidhia in Xylotymvou. Tretja je elektrarna Dhekelia, ki jo britanska cesta deli na dva dela. Severni del je naselje za begunce EAC. Južni del, čeprav se nahaja ob morju, je tudi eksklava, ker nima lastnih teritorialnih voda, ki so vode Združenega kraljestva.
Varnostno območje OZN teče proti Dhekeliji in se z njene vzhodne strani spet dvigne ob Ayios Nikolaosu in je s preostalim delom Dhekelie povezano s tankim kopenskim koridorjem. V tem smislu varovalni pas spremeni območje Paralimni na jugovzhodnem kotu otoka v de facto, čeprav ne de jure, eksklavo.

## Naravne in kulturne znamenitosti
- Famagusta (grško Αμμόχωστος Ammochostos; turško Mağusa ali Gazimağusa) z obzidjem iz 12.—13. st. obdano staro mesto ob vzhodni obali. Trdnjava ob pristanišču (14. st.), ostanki nekdanje kraljeve palače rodbine Lusignan, Lala Mustafa paše mošeja (1292—1320) kot katoliška stolnica sv. Nikolaja v gotskem slogu, Sinan-paševa mošeja (1358—1360) kot katoliška cerkev. Severno do mesta je najdišče antičnega mesta Salamis (12.st. pr. n. št. — 7.stoletje) z rimskim gledališčem, gimnazijo in kraljevski grobovi. Severozahodno od mesta je pravoslavni samostan Apostolos Varnavas, zdaj muzej ikon in arheološki muzej.
- Hirokitia (tudi Choirokoitia) — arheološko najdišče neolitske naselbine blizu Larnake, poseljena med 8. in 4. tisočletjem pr. n. št.; del Unescove svetovne dediščine.
- Kourion — izkopanine antičnega mesta zahodno od Limassola (14. st. pr. n. št. — 7. st.); rimsko kopališče, gledališče, stadion, Apolonov tempelj.
- Kirenija (Girne), mesto na severni obali z mogočno bizantinsko trdnjavo (10. st.) danes muzej; v gorah nad mestom je srednjeveška trdnjava Agios Ilarion (11.—16. stoletje).
- Larnaka, mesto in pristanišče na jugovzhodni obali otoka, na mestu antične naselbine Kition (ustanovljeno v 13. st. pr. n. št.). Ostanki starega mesta (obzidje, gledališče, svetišča), trdnjava ob obali iz 17. st., danes muzej, v okolici akvadukt, mošeja Hala Sultan Tepe (1816), bizantinska cerkev Angeloktisti z mozaiki v vasi Kiti.
- Nikozija (grško Lefkosía, turško Lefkoşa), glavno mesto otoka, od leta 1974 razdeljena z Atilovo črto (tudi Zeleno črto) na grški in turški del. V grškem delu je poznogotska stolnica sv. Janeza Evangelista (1662), Bizantinski muzej z zbirko ikon, Etnografski muzej; v turškem delu Arap-Ahmedova mošeja (17. st.), Selimova mošeja (nekdanja katoliška cerkev sv. Sofije, 1209—1326), Büyük Han, Etnografski muzej ciprskih Turkov.
- Pafos, mesto na jugozahodni obali z ostanki več antičnih stavb kot so Dionizova in Tezejeva vila z mozaiki (3.—5. st.), amfiteater (1. st. pr. n. št.), Kraljevi grobovi vklesani v skalo (6.—2. st. pr. n. št.). Izkopanine starega Pafosa pri vasi Kouklia z Afroditinim templjem; del Unescove svetovne dediščine.
- Samostan Stavrovouni, samostan sv. Križa v bližini Larnake
- Gorovje Troodos z desetimi pravoslavnimi samostani in cerkvami, bogato okrašenimi s freskami iz bizantinskega in poznejših obdobij (del Unescove svetovne dediščine), med njimi: Agios Nikolaos tis Stegis (11. st.) in Agios Ioannis Lampaditis (11. st.), samostani Kykkos (ostanovljeni 1100) z grobom nadškofa Makariosa, Trooditissa (ok. 1200) in Stavros (ustanovljen 327); gozdni rezervat Tripylos (8,2 km2 cedrovega gozda).

## Gospodarstvo
Kljub temu, da je politično vprašanje Cipra ostalo nerešeno, je svobodno gospodarstvo na vladno kontroliranem  področju  od leta 1974 napredovalo. Gospodarski uspeh  se pripisuje naslednjim dejavnikom:
- vzpostavitvi tržno usmerjenega gospodarskega sistema,
- uspešnim makroekonomskim postopkom vlad,
- dinamičnemu in prilagodljivemu podjetništvu in
- visoko izobraženi delovni sili.

Ciper se je v 20-letih iz kmetijske dežele pretvoril v deželo storitev in lahke industrije. Postal je dežela storitev z dobro razvito fizično in socialno infrastrukturo. Bruto  družbeni produkt-(merjeno v PPS- Performance Presentation Standards) je dosegel 88,9 % EU25 povprečja  v letu 2005. Ciper je bil leta 2006 uvrščen na 29. mesto indeksa človekovega razvoja, po poročilu razvojnega programa ZN. V zadnjih petih letih znaša povprečna letna rast 3,1 %, inflacija je 2,9 % in brezposelnost 3,4 %.
Gospodarski podatki po nekaj sektorjih in drugi najpomembnejši podatki za leto 2006 so sledeči:
| Primarni sektor (večinoma kmetijstvo)          | 2,8 % BDP  |
| Sekundarni sektor (industrija in gradbeništvo) | 19,6 % BDP |
| Terciarni sektor (storitve)                    | 77,6 % BDP |
| Letna rast BDP                                 | 3,8 %      |
| Dohodek na prebivalca                          | 18.308 €   |
| Letna stopnja inflacije                        | 2,5 %      |
| Stopnja brezposelnosti                         | 3,4 %      |
| Število zaposleni v gospodarstvu               | 375.000    |
| Število poklicno aktivnih prebivalcev          | 359.400    |

Med pomembne mednarodne  gospodarske dejavnosti Cipra sodijo bančništvo in trgovska mornarica, ki je med vodilnimi v svetu. Turizem je zelo pomembna panoga, v letu 2006 je bil njegov delež 7,1 % v BDP in je zaposloval 10 % aktivnega prebivalstva. Ciper je v tem letu obiskalo preko 2,4 milijona turistov. Večina je prihajala iz Velike Britanije 56,7 %, skandinavskih dežel 8,6 %, Nemčije 6,4 %, Rusije in bivših dežel Sovjetske zveze 5,4 %, Grčije 5,3 % in Francije 1,6 %. Ciper se trudi razviti tudi inovativna, visokotehnološka podjetja.

## Predsedniki države
| Ime                 | Trajanje mandata                   |
| ------------------- | ---------------------------------- |
| Nadškof Makarios    | 13. december 1959–15. julij 1974   |
| Nikos Sampson       | 16. julij 1974–27. julij 1974      |
| Glafkos Klerides    | 27. julij 1974–7. december 1974    |
| Nadškof Makarios    | 7. december 1974–3. avgust 1977    |
| Spiros Kiprianu     | 3. september 1977–14. februar 1988 |
| Jorgos Vasiliu      | 14. februar 1988–14. februar 1993  |
| Glafkos Klerides    | 14. februar 1993–16. februar 2003  |
| Tassos Papadopoulos | 16. februar 2003–1. marec 2008     |
| Dimitris Hristofias | 1. marec 2008–28. februar 2013     |
| Nikos Anastasiades  | 28. februar 2013–28. februar 2023  |
| Nikos Hristodulides | 28. februar 2023–                  |

## Kultura
Ciprski Grki in Ciprski Turki imajo zaradi kulturne izmenjave veliko skupnega v svoji kulturi, a imajo tudi razlike. Podobno je več tradicionalnih živil (na primer souvla in haloumi) in pijač ter izrazov in načinov življenja. Gostoljubnost in nakup ali ponudba hrane in pijače za goste ali druge so pogosti med obema. V obeh skupnostih so glasba, ples in umetnost sestavni deli družabnega življenja, skupnost pa si delijo številni umetniški, besedni in neverbalni izrazi, tradicionalni plesi, kot so tsifteteli, podobnosti v plesnih kostumih in pomen, ki ga imajo pri družbenih dejavnostih. Vendar imata obe skupnosti različni religiji in verski kulturi, pri čemer so ciprski Grki tradicionalno grški pravoslavci, ciprski Turki pa tradicionalno sunitski muslimani, kar deloma ovira kulturno izmenjavo.  Na Ciprske Grke vplivajo iz Grčije in krščanstva, medtem ko na Ciprske Turke vplivajo iz Turčije in islama.
Limassolski karneval je vsakoletni karneval, ki poteka v Limassolu in velja za enega najpomembnejših pustnih dogodkov na svetu. Dogodek, ki je na Cipru zelo priljubljen, je bil predstavljen v 20. stoletju. Festival je 10-dnevni barvit dogodek ljudi, ki praznujejo, pojejo, duhovičijo, igrajo in paradirajo.

### Umetnost
Za umetnostno zgodovino Cipra lahko rečemo, da se je po odkritju vrste izrezljanih figur iz bakrene dobe v vaseh Hirokitie in Lempe razširila na 10.000 let. Na otoku se nahajajo številni primeri visokokakovostnih verskih slikanih ikon iz srednjega veka in številne poslikane cerkve. Na ciprsko arhitekturo je močno vplivala francoska gotska in italijanska renesansa, ki je bila na otoku uvedena v obdobju latinske prevlade (1191–1571).
Znana tradicionalna umetnost, ki izvira vsaj iz 14. stoletja, je Lefkarska čipka (znana tudi kot Lefkaratika, ki izvira iz vasi Pano Lefkara. Lefkarsko čipko je Unesco priznal kot nesnovno kulturno dediščino, za katero so značilni različni vzorci in zapleten, dolgotrajen postopek izdelave. Izdelava prave Lefkarske čipke s popolnim vezenjem lahko traja več sto ur, zato je tudi cena precej visoka. Druga lokalna oblika umetnosti, ki izvira iz Lefkare je proizvodnja ciprskega filigrana (lokalno poznanega kot Trifourenio), vrsta nakita, ki je narejena iz zvitih srebrnih niti. V vasi Lefkara je državni center, imenovan Rokodelski center Lefkara, katerega poslanstvo je izobraževanje v umetnosti izdelovanja vezenin in srebrnega nakita. V vasi je tudi Muzej tradicionalnega vezenja in srebrarstva, ki ima veliko zbirko lokalnih ročno izdelanih mojstrovin.
V sodobnem času se ciprska umetnostna zgodovina začne s slikarjem Vassilisom Vryonidesom (1883–1958), ki je študiral na Akademiji za likovno umetnost v Benetkah. Verjetno sta bila dva očeta ustanovitelja moderne ciprske umetnosti Adamantios Diamantis (1900–1994), ki je študiral na londonskem Royal College of Art, in Christopheros Savva (1924–1968), ki je prav tako študiral v Londonu, na šoli umetnosti Saint Martin. Leta 1960 je Savva skupaj z valižanskim umetnikom Glynom Hughesom ustanovil Apophasis, prvo neodvisno kulturno središče novoustanovljene Republike Ciper. Leta 1968 je bil Savva med umetniki, ki so predstavljali Ciper v svojem otvoritvenem paviljonu na 34. beneškem bienalu. Angleško ciprski umetnik Glyn Hughes 1931–2014. Ta dva umetnika sta v mnogih pogledih postavila predlogo za nadaljnjo ciprsko umetnost, tako njuni umetniški slogi kot vzorci izobrazbe ostajajo vplivni do danes. Večina ciprskih umetnikov se še vedno izobražuje v Angliji, drugi pa v umetniških šolah v Grčiji in lokalnih umetniških institucijah, kot so Ciprska umetniška šola, Univerza v Nikoziji in Frederick Institute of Technology.
Ena od značilnosti ciprske umetnosti je težnja k figurativnemu slikarstvu, čeprav konceptualno umetnost strogo promovirajo številne umetniške 'institucije', predvsem Mestni umetniški center v Nikoziji. Občinske umetniške galerije obstajajo v vseh glavnih mestih in obstaja velika in živahna komercialna umetniška scena.
Med drugimi opaznimi grško ciprskimi umetniki so Helene Black, družina Kalopedis, Panayiotis Kalorkoti, Nicos Nicolaides, Stass Paraskos, Arestís Stasí, Telemachos Kanthos, Konstantia Sofokleous in Chris Achilleos, med ciprskimi turškimi umetniki pa İsmet Güney, Ruzen Atakan in Mutlu Çerkez.

### Glasba
Tradicionalna ljudska glasba Cipra ima več skupnih elementov z grško, turško in arabsko glasbo, ki so vse nastale iz bizantinske glasbe, vključno s plesi Ciprskih Grkov in Ciprskih Turkov, kot so sousta, syrtos, zeibekikos, tatsia in karsilama kot bližnjevzhodni cifteli in arapije. Obstaja tudi oblika glasbene poezije, znana kot chattista, ki se pogosto izvaja na tradicionalnih praznikih in praznovanjih. Instrumenti, ki so običajno povezani s ciprsko ljudsko glasbo, so violina (fkiolin), lutnja (laouto), ciprska flavta (pithkiavlin), oud (outi), kanonaki in tolkala (vključno  tamboutsia). Med skladatelje, povezane s tradicionalno ciprsko glasbo, sodijo Solon Michaelides, Marios Tokas, Evagoras Karageorgis in Savvas Salides. Med glasbeniki so tudi priznani pianist Cyprien Katsaris, skladatelj Andreas G. Orphanides ter skladatelj in umetniški vodja pobude Evropske prestolnice kulture Marios Joannou Elia.
Na priljubljeno glasbo na Cipru na splošno vpliva grška scena Laïka; med umetnike, ki igrajo v tej zvrsti, so mednarodna platinasta zvezda Anna Vissi, Evridiki in Sarbel. hip hop, R&B podpirajo pojav ciprskega rapa in urbane glasbene scene v Ayia Napi, medtem ko reggae scena v zadnjih letih raste, zlasti s sodelovanjem številnih ciprskih umetnikov na letnem festivalu Reggae Sunjam. Opozoriti je treba tudi ciprsko rock glasbo in Éntekhno rock je pogosto povezan z umetniki, kot sta Michalis Hatzigiannis in Alkinoos Ioannidis. Metal ima tudi nekaj sledilcev na Cipru, ki jih zastopajo skupine, kot so Armageddon (rev.16: 16), Blynd, Winter's Verge, Methysos in Quadraphonic.

### Kuhinja
V srednjeveškem obdobju se je pod francoskimi ciprskimi monarhi Lusignani razvila dodelana oblika dvorne kuhinje, ki je združila francoske, bizantinske in bližnjevzhodne oblike. Kralji Lusignani so bili znani po uvozu sirskih kuharjev na Ciper in domneva se, da je bila ena od ključnih poti za uvoz bližnjevzhodnih receptov v Francijo in druge zahodnoevropske države prek Lusignanskega kraljevstva Ciper. Ti recepti so na Zahodu postali znani kot Vyands de Chypre (hrana s Cipra), zgodovinar hrane William Woys Weaver pa jih je v angleških, francoskih, italijanskih in nemških knjigah receptov srednjega veka identificiral več kot sto. V Evropi je bila v srednjeveškem in zgodnjem novem obdobju še posebej priljubljena enolončnica iz piščanca ali rib, imenovana malmonia.
Drug primer ciprske živilske sestavine, ki vstopa v zahodnoevropski kanon, je cvetača, ki je na otoku še danes priljubljena in se na različne načine uporablja, in je bila s Ciprom povezana že v zgodnjem srednjem veku. V 12. in 13. stoletju sta arabska botanika Ibn al-'Awwam in Ibn al-Baitar trdila, da je zelenjava izvirala s Cipra , ta povezava z otokom pa je bila odmevna tudi v zahodni Evropi, kjer je bila cvetača prvotno znana kot ciprsko zelje ali Cyprus colewart. Tudi s ciprskimi semeni cvetače je trajala dolgo in obsežno trgovina, vse do poznega šestnajstega stoletja.
Čeprav se je velik del prehrambene kulture po padcu Cipra Osmanom leta 1571 izgubil, danes obstajajo številne jedi, ki so jih poznali Lusignani, vključno z različnimi oblikami tahinija in humusa, zalatine, skordalije in vložene divje ptice, imenovane ambelopulia. Ambelopulijo, ki je danes zelo kontroverzna in nezakonita, so v velikih količinah izvažali s Cipra v času Lusignanov in Benečije, zlasti v Italijo in Francijo. Leta 1533 je angleški popotnik na Cipru, John Locke, trdil, da je videl vložene divje ptice pakirane v velike kozarce in katerih je bilo 1200 kozarcev letno izvoženih s Cipra.
Lusignanovim bi bil znan tudi sir haloumi, za katerega nekateri danes pišejo, da izvira s Cipra v bizantinskem obdobju, čeprav akademiki menijo, da je ime samega sira arabskega izvora. Ni ohranjenih pisnih dokumentarnih dokazov, da je bil sir povezan s Ciprom pred letom 1554, ko je italijanski zgodovinar Florio Bustron opisal ovčji sir s Cipra, ki ga je imenoval calumi. Haloumi običajno postrežemo narezan na rezine, popečen na žaru, ocvrt in včasih svež kot predjed ali meze.
Med morske in ribje jedi spadajo lignji, hobotnica, rdeči cipel in brancin. Kumare in paradižnik se pogosto uporabljajo v solatah. Med običajne rastlinske pripravke spadajo krompir v oljčnem olju in peteršilj, vložena cvetača in pesa, beluši in taro. Druge tradicionalne dobrote so meso, marinirano v posušenih semenih koriandra in vinu, sčasoma pa posušeno in prekajeno, na primer lountza (dimljena svinjska ledja), jagnjetina na žaru, souvlaki (svinjsko in piščančje meso, pečeno na oglju) in sheftalia (mleto meso, zavito v mrežico). Pourgouri (bulgur) je tradicionalni vir ogljikovih hidratov, razen kruha in se iz njega pripravlja kibbeh (začinjeno mleto meso, čebula in žito).
Sveža zelenjava in sadje sta pogosti sestavini. Med pogosto uporabljeno zelenjavo spadajo bučke, zelena paprika, okra, zeleni fižol, artičoke, korenje, paradižnik, kumare, solata in listi grozdja ter stročnice, kot so fižol, fižol, grah, črni fižol, čičerika in leča. Najpogostejše sadje in oreški so hruške, jabolka, grozdje, pomaranče, mandarine, nektarine, mušmula, robide, češnja, jagode, fige, lubenica, melona, avokado, limona, pistacija, mandelj, kostanj, oreh in lešnik.
Ciper je znan tudi po svojih sladicah, vključno lokum (znan tudi kot turška sladica) in Soutzoukos. Ta otok ima zaščiteno geografsko označbo (ZGO) za svoj lokum, proizveden v vasi Geroskipou.